# Lewis Caleb Beck
Lewis Caleb Beck ( 4 de octubre de 1798, Schenectady, NY - 20 de abril de 1853, Albany, NY) fue un químico, geólogo, mineralogista, botánico, briólogo, y pteridólogo estadounidense.

## Biografía
Era hijo de Caleb Beck y de Catherine Romeyn. Realiza sus estudios en el "Union College de Schenectady", en 1816 y sigue la carrera de medicina en la "Escuela de Medicina y de Cirugía de Nueva York", y se diploma de médico en 1818, ejerciendo en varios distritos de EE. UU., aprovechando sus desplazamientos para recolectar activamente especímenes de la flora. Fue así explorador durante toda su vida.
Desde 1824 enseña botánica en el "Instituto Médico de Berkshire", para luego ser nombrado profesor de Química y de Botánica en la "Academia de Medicina de Vermont, en 1826.
En 1830, enseña química en la Universidad Rutgers y, en 1836, en la de Nueva York. De 1840 y hasta su muerte, enseña química y farmacia en la "Escuela de Medicina de Albany".
Sus colecciones de minerales, más de 3.000 muestras, constituyeron a futuro el "Museo del Estado de Nueva York".

## Algunas obras
- An Account of the Salt Springs at Salina 1823

- On the office of the nitrogen of the air, in the process of respiration. 5 p. 1830

- A Manual of Chemistry. 458 p. 1831

- Botany of the Northern and Middle States. 471 p. 1833

- Mineralogy of New York. xxv + 559 p. 1842

- Adulterations of various substances used in medicine and the arts: with the means of detecting them: intended as a manual for the physician, the apothecary, and the artisan. Ed. S.S. & W. Wood, 333 p. 1846, edición reimpresa de BiblioBazaar, 338 pp. 2011 ISBN 1173642137

- Botany of the United States North of Virginia 1848

- Catalogue of the cabinet of natural history of the state of New York, and of the historical and antiquarian collection annexed thereto, 1853. En coautoría

- Botany of the United States north of Virginia: comprising descriptions of the flowering and fern-like plants hitherto found in those states. 2ª ed. reimpresa de Harper & Bro. 480 p. 1856

## Honores

### Eponimia
Género
- (Brassicaceae) Neobeckia Greene[1]

Especies
- Bidens beckii Torr. ex Spreng., 1821
- Crataegus beckiana Sarg. 1906
- Monarda beckii Eaton, 1829 sin. = Blephilia ciliata]] (L.) Benth. 1833
- Perezia beckii Hook. & Arn. 1835 sin. = Perezia recurvata Less. 1830
- Spiranthes beckii Lindl. 1840 sin. = Spiranthes lacera (Raf.) Raf. 1833

- La abreviatura «L.C.Beck» se emplea para indicar a Lewis Caleb Beck como autoridad en la descripción y clasificación científica de los vegetales.[2]